# Château du Castelet des Crozes
Pour les articles homonymes, voir Crozes.
Ne doit pas être confondu avec Château des Crozes.
Le château du Castelet des Crozes est un château situé à Castelnaudary, en France.

## Localisation
Le château est situé sur la commune de Castelnaudary, dans le département français de l'Aude.

## Historique
L'édifice est classé partiellement au titre des monuments historiques en 2000 (Château avec ses décors intérieurs (papiers peints et peintures murales de la fin du XVIIIe siècle), ses jardins, vergers, potagers, pavillons d'angle et murs de clôture (sauf dépendances).